# Unternehmen Isabella
Das Unternehmen Isabella war der Deckname einer deutschen Militäroperation für die Invasion Spaniens und Portugals während des Zweiten Weltkrieges. Der Plan sollte nach dem Zusammenbruch der Sowjetunion umgesetzt werden. Ziel war es, Stützpunkte in Spanien und Portugal für die Fortsetzung der Seeblockade Großbritanniens zu sichern. Dieses Konzept wurde von Hitler im Mai 1941 entworfen, aber nie ausgeführt.

## Hintergrund
Isabella war eine frühe Entwicklungsversion eines kleineren Invasionsplans, der später Unternehmen Ilona genannt wurde. Ähnlich wie bei dem diesbezüglichen Unternehmen Felix sah der Plan die Invasion des spanischen Festlandes sowie die Eroberung Portugals, Gibraltars und weiterer operativer Stützpunkte auf den Azoren und den Kapverdischen Inseln vor. Im Gegensatz zu Felix ging Isabella jedoch davon aus, dass die spanischen Streitkräfte der Sache der Achsenmächte zumindest wohlwollend gegenüberstehen würden und dass die eigentliche Invasion in Spanien nur gestartet würde, um den Spaniern im Falle einer alliierten Invasion auf der Iberischen Halbinsel zu helfen. Um die Südflanke des Unternehmens zu sichern, sollte die Wehrmacht auch den Vichy-französischen Hafen Dakar in Nordafrika erobern. Das strategische Ziel der Operation wäre es, die Briten daran zu hindern, Konvoirouten vom und zum Nahen Osten und Indien sowohl über den Suezkanal als auch über Gibraltar und um das Kap der Guten Hoffnung zu nutzen.
Obwohl der Plan nie in Kraft gesetzt wurde, erwähnt General Franz Halder in seinen Notizen, dass in Bordeaux eine logistische Basis für die Invasion geschaffen wurde. Oberbefehlshaber West erhielt am 4. Juni 1941 Befehl vom Oberkommando der Wehrmacht, Einzelmaßnahmen zur Einnahme der Truppengliederung für Isabella durchzuführen.